# フレスポ御所野
フレスポ御所野（フレスポごしょの）は、秋田県秋田市御所野の御所野ニュータウン内にあるショッピングモール。大和リースが開発・管理・運営を行っている。

## 概要
御所野ニュータウンの中心部にあるフレスポ御所野の敷地は、都市再生機構が所有する宅地開発予定地であったが、御所野ニュータウンの住宅計画の変更により、2005年に都市再生機構が土地の競争入札を実施。応募した2社の中から、大和工商リース（現在の大和リース）が落札した。
2006年12月9日、地元スーパー、マルエーうちやの運営する「ジェイマルエー御所野店」を核店舗としてグランドオープン。大和リースが手掛ける郊外型ショッピングセンターとしては東北最大規模であるとともに、隣接するイオンモール秋田と合わせると東北地方では最大級の商業集積となる。

## 沿革
- 2006年（平成18年）
  - 6月8日 - 起工式。
  - 10月16日 - 「びっくりドンキー秋田御所野店」先行オープン。
  - 10月19日 - 「三宝亭御所野店」先行オープン。
  - 10月20日 - 「INAX秋田ショールーム」先行オープン。
  - 12月9日 - 「フレスポ御所野」グランドオープン。
- 2007年（平成19年）
  - 1月1日 - 「Seria 生活良品フレスポ御所野店」オープン。
- 2008年（平成20年）9月13日 - 「ICI石井スポーツ秋田店」オープン。
- 2009年（平成21年）9月17日 - 「つるやゴルフ秋田店[2][3]」オープン。
- 2010年（平成22年）
  - 6月30日 - 「戸田書店秋田店[2]」が閉店。
  - 8月7日 - 「ゲオ秋田御所野店」オープン。
- 2012年（平成24年）9月8日 - 「スタジオアリス秋田卸町店」がフレスポ御所野に移転。「スタジオアリスフレスポ御所野店」としてオープン[4]。
- 2015年（平成27年）6月28日 - 「ゲオ秋田御所野店」が閉店。
- 2016年（平成28年）4月8日 - 「drug store's SHOP秋田店」オープン。
- 2017年（平成29年）5月21日 - 「YA-YAダイニング秋田御所野店[5] 」が閉店。
- 2020年（令和2年）7月31日 - 「つるやゴルフ秋田店」が閉店。
- 2021年（令和3年）3月19日 - 「スタジオアリスフレスポ御所野店」がイオンモール秋田に移転。「スタジオアリスイオンモール秋田店」としてオープン。
- 2022年（令和4年）
  - 6月 - 敷地内に八郎潟の地形を模したビオトープが完成[6]。
  - 10月15日 - ビオトープ完成記念イベントを開催[6]。訪れた子どもたちにて、メダカの放流やナデシコ・キキョウの植え替えに挑戦[6]。
- 2023年（令和5年）7月1日 - 「ドコモショップ御所野店[7]」がイオンモール秋田に移転。「ドコモショップイオンモール秋田店」としてオープン。
- 2024年（令和6年）9月3日 - 「NOVA秋田御所野校」がイオンモール秋田に移転。「NOVA秋田イオンモール校」としてオープン。

## テナント

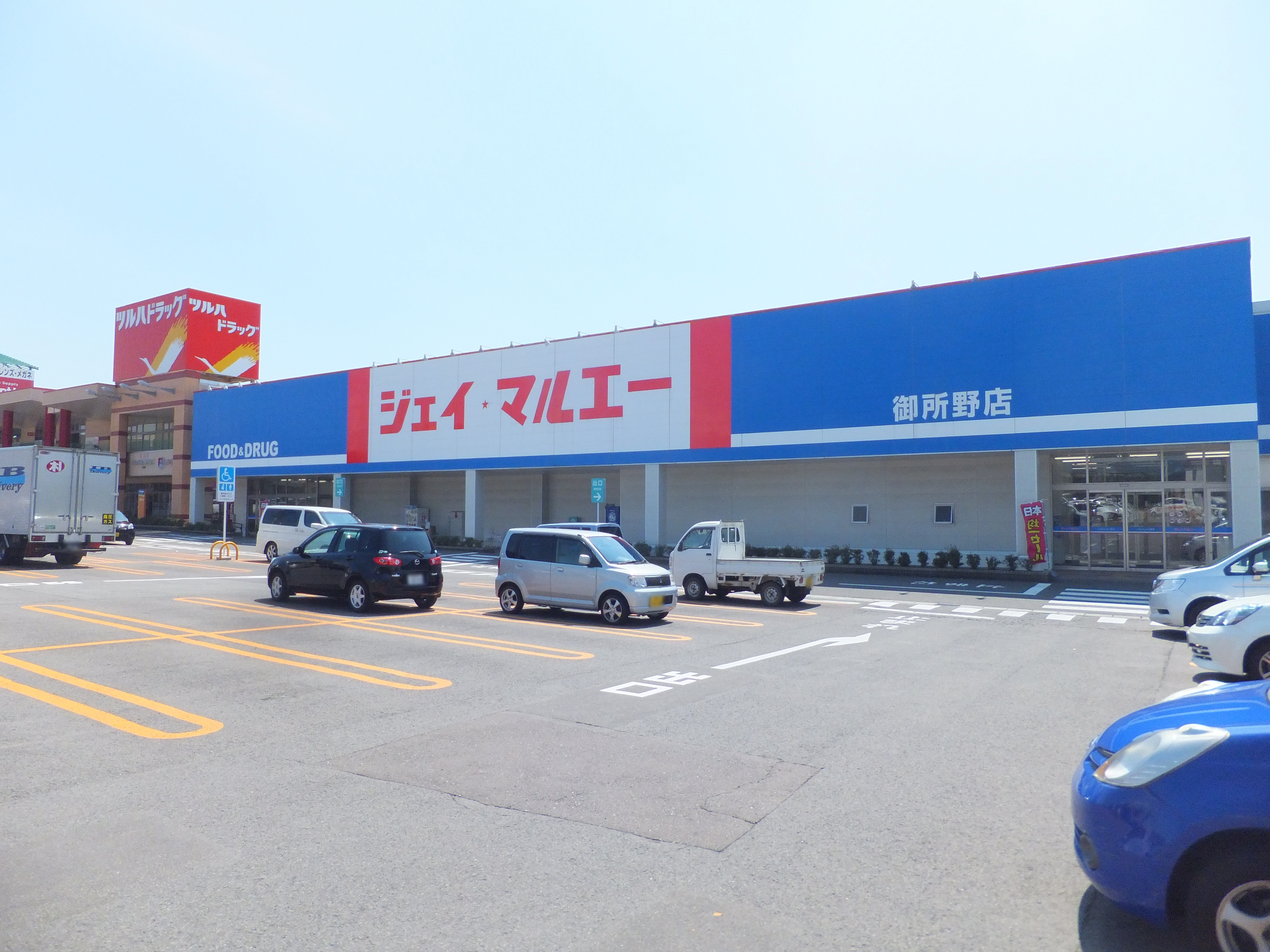
ジェイマルエー御所野店

### 1F
- ジェイマルエー御所野店 【営業時間9：30 - 22：00】
- クリーニングぴゅあフレスポ御所野店 【営業時間9：00 - 21：00】
- イン東京フレスポ御所野店 【営業時間 平日9：00 - 19：00、日祝日8：30 - 18：30】
- ツルハドラッグ秋田御所野店　【営業時間9：00 - 21：00】
- ワンラブフレスポ御所野店
- B-lineフレスポ御所野
- お菓子の工房 WORL BON BON秋田店[5] 【営業時間10：00 - 20：00】
- フレスポ御所野ニュータウンSHOO-LA-RUE[2] 【営業時間10：00 - 20：00】
- Mt.石井スポーツ秋田店[8]【営業時間　平日10：30 - 20：00、土・日・祝祭日10：30 - 19：00、定休日水曜日】
- リフォームDEPOT・KEYS CAFE
- drug store's SHOP秋田店

### 2F
- あきたこまつ動物病院御所野病院
- ホットヨガスタジオ loIve
- 米山消化器内科クリニック
- 道とん堀御所野店 【営業時間11：00 - 23：00】
- 日本海チケットフレスポ御所野店 【営業時間10：00 - 19：00】
- 秋田個別指導学院御所野校 【営業時間13：30 - 22：30】
- ジェイエステティックフレスポ秋田御所野店
- 三幸福祉カレッジ秋田御所野教室
- あきた学童ごしょの教室
- 西松屋チェーンフレスポ御所野店 【営業時間10：00 - 20：00】
- セリアフレスポ御所野店 【営業時間10：00 - 20：00】
- 浜町オーブ整骨院

### 別棟
- 三宝亭御所野店 【営業時間11：00 - 23：00】
- びっくりドンキー秋田御所野店 【営業時間10：00 - 翌日2：00】
- LIXIL秋田ショールーム[2]【営業時間10：00 - 18：00】
  - LIXIL東北支社秋田支店[9]